# Jason Smith (Curler)
Jason Smith (* 18. Februar 1983 in Robbinsdale, Minnesota) ist ein US-amerikanischer Curler. Momentan spielt er auf der Position des Third beim Duluth Curling Club, in Duluth.
Smith gewann am 28. Februar 2009 die US-amerikanischen Olympic Curling Trails mit dem Team von Skip John Shuster, Second Jeff Isaacson, Lead John Benton, Alternate Chris Plys und spielte  mit diesem Team bei den XXI. Olympischen Winterspielen im Curling. Die Mannschaft konnte wenig überzeugen und belegte mit nur zwei Siegen und sieben Niederlagen den letzten Platz.